# پارک تول
پارک تول (انگلیسی: Park Tool) شرکت ابزارسازی آمریکایی است، که در سال ۱۹۶۳ تأسیس شد.